# Eskiömerler, Kocasinan
Eskiömerler là một xã thuộc quận Kocasinan, tỉnh Kayseri, Thổ Nhĩ Kỳ. Dân số thời điểm năm 2008 là 286 người.